# Reattore nucleare RB1

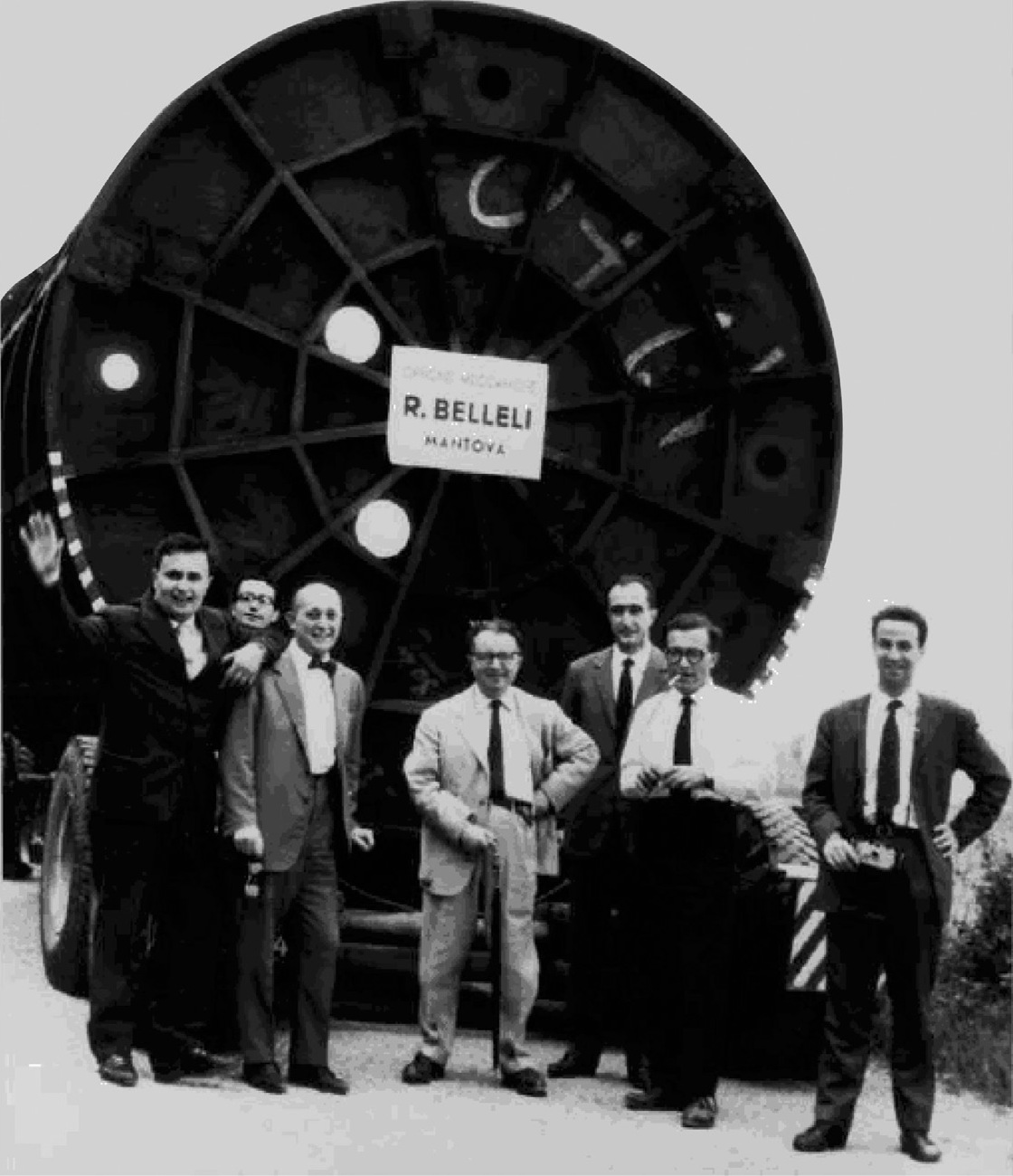
Franco Casali, Arnaldo Chiarini, Bruno Ferretti, Raimondo Manzini e Ferrante Pierantoni davanti al contenitore del reattore RB1 dei laboratori di Montecuccolino di Bologna nel 1961

Il reattore nucleare RB1 è stato un reattore nucleare sperimentale, costruito presso i laboratori di Montecuccolino, nei pressi di Bologna.

## Storia
Nel 1957 Gianni Puppi creò la Scuola di Specializzazione in Ingegneria Nucleare. Due anni dopo, nel 1959, fu istituito l'indirizzo di laurea in Ingegneria Nucleare per dare a Bologna un moderno centro interdisciplinare di studi ove ingegneri, fisici e chimici potessero essere formati per la progettazione e la conduzione di impianti nucleari.
Legata per statuto alla facoltà di ingegneria e finanziata dal CNRN/CNEN, essa fu fin dal suo inizio diretta da Bruno Ferretti e diede origine al gruppo di specialisti, che avrebbero costituito la base di partenza del Centro di Calcolo del CNEN, all'avanguardia in Italia negli anni sessanta e settanta nel settore dei calcoli di fisica nucleare e neutronica.
In questo quadro furono creati a Bologna, in località Montecuccolino, a 5 km dal centro della città, i Laboratori di Ingegneria Nucleare, che avrebbero ospitato tre reattori nucleari sperimentali. Il reattore RB-1, il primo ad entrare in funzione nel 1962, era un reattore a potenza zero costruito per la determinazione, col metodo della reattività nulla, del fattore di moltiplicazione infinito della cella rappresentativa del nocciolo di reattori nucleari termici moderati a grafite.
L'importanza della realizzazione di questo reattore risiede nel fatto che si trattò di un esperimento, pensato da Amaldi e Ferretti e Puppi, per vedere se era possibile realizzare in Italia, venti anni dopo il reattore CP-1, realizzato a Chicago da Enrico Fermi nel 1942, un qualcosa di analogo, con personale senza alcuna formazione nucleare specifica. L'unica differenza consisteva nel fatto che si sapeva che si poteva fare e che era stato già fatto, mentre nel 1942 Enrico Fermi non aveva nessuna certezza su quello che sarebbe potuto succedere.
L'RB1 fu quindi progettato e costruito da un gruppetto di neolaureati che non avevano alcuna esperienza di energia nucleare. Il reattore RB1 funzionava a bassa potenza, 10 watt termici, e non aveva quindi grossi problemi di accumulo dei prodotti di fissione. Esso disponeva di una cavità centrale in cui venivano posti successivamente reticoli noti e reticoli in esame. Dalle misure di variazione di reattività si poteva risalire alla determinazione dei parametri nucleari dei reticoli in esame.

## Reattore nucleare RB1
Il reattore era costituito da una struttura cilindrica a tre zone concentriche, alte circa 3 m. La zona esterna era occupata da un riflettore di grafite, quella intermedia, dalla struttura moltiplicante moderata a grafite, in cui potevano essere inseriti 86 elementi di biossido di uranio arricchito al 20% di 235U per complessivi 10 kg di 235U. La zona sperimentale centrale, aveva un diametro di circa 1 m ed era occupata da alcune celle del reticolo in esame, circondate da una zona, di composizione variabile, con la funzione di adattare lo spettro energetico e la distribuzione spaziale dei flussi.
Tutta la struttura era posta dentro un contenitore formato da una struttura metallica e da una in calcestruzzo armato, con funzioni anche di schermo biologico, in cui poteva essere fatto il vuoto per un controllo finissimo della reattività.
Il sistema di controllo era molto diversificato ed era costituito da: 3 barre di controllo veloci a bandiera di cadmio, 3 barre a liquido entro cui poteva essere iniettato, in un tempo molto breve, una soluzione di nitrato di cadmio, 3 barre lente a cremagliera, per lo spegnimento del reattore durante le operazioni di carico e scarico del combustibile. Inoltre 20 elementi di combustibile, in caso di aumento eccessivo della temperatura nel nocciolo, potevano scaricare per gravità, a seguito della fusione di un sottile strato di paraffina, le pellet di uranio arricchito, in un catino compartimentato con divisori di cadmio. La collocazione dei laboratori sul crinale delle colline a sud di Bologna garantiva inoltre automaticamente l'impossibilità di allagamenti.
Nell'interno del reattore veniva mantenuta una depressione che poteva essere variata da 30 a 760 mm di mercurio. La temperatura e il grado igrometrico della sala reattore, a tenuta con le pareti trattate con lana di vetro e resina epossidica, erano tenuti costanti rispettivamente entro ± 1 °C e ± il 5 % di umidità relativa, mediante un adeguato impianto di condizionamento.

## La conversione
L'RB1 fu in seguito convertito per esperienze su reattori ad acqua pesante e nel 1968 i laboratori di Montecuccolino furono completati con l'RB -3, un reattore sperimentale a potenza zero moderato ad acqua pesante e riflesso con grafite per la determinazione sperimentale delle dimensioni critiche di reattori ad acqua pesante che fu utilizzato per esperienze nell'ambito della progettazione del reattore CIRENE.